# Catharina van Hemessen
Caterina ali Catharina van Hemessen, flamska slikarka 16. stoletja, * 1527 ali 1528, Antwerpen, † ok. 1587, Antwerpen.
Velja za najzgodnejšo danes znano flamsko slikarko, ki ima ohranjen (četudi skromen) slikarski opus. Znana je predvsem po seriji majhnih ženskih portretov, dokončanih med koncem 1540-ih in zgodnjih 1550-ih letih, ter po nekaj verskih kompozicijah.
Van Hemessenovo pogosto izpostavljajo kot prvo slikarko, ki je ustvarila avtoportret umetnika katerega koli spola, upodobljenega pred slikarskim stojalom med slikanjem. Ta avtoportret, ustvarjen leta 1548, prikazuje umetnico, kako slika nek portret (ki je šele začel nastajati) je danes del zbirke Kunstmuseuma v Baslu. Druge ohranjene slike Van Hemessenove hranijo meddrugim v Rijksmuseumu v Amsterdamu, v Narodni galeriji v Londonu itd.
Številne ovire so se postavljale na poti ženskam njenega časa, ki so želele postati slikarke. Njihovo usposabljanje ni vključevalo študija anatomije in preučevanja moških aktov, kar je pomemnilo, da so bile umetnice avtomatično slabše izobražene. Vajeniški sistem pa je pomenil, da bi moral ambiciozni umetnik živeti s starejšimi umetniki 4–5 let, pogosto od starosti 9 do 15 let. Iz teh razlogov so bile umetnice izjemno redke, tiste, ki so se prebile, pa je navadno šolal bližnji sorodnik, v primeru van Hemessenove, njen oče Jan Sanders van Hemessen.

## Življenje
Bila je hči Jana Sandersa van Hemessena (ok. 1500 - po letu 1563), uglednega manierističnega slikarja v Antwerpnu, ki je študiral v Italiji. Njen oče naj bi bil njen učitelj in verjetno je z njim sodelovala pri mnogih njegovih slikah. Postala je mojster v cehu sv. Luke in je bila učiteljica treh učencev.
Van Hemessenova je bila v življenju uspešna slikarka. Pomembnega pokrovitelja je dobila v 1550-ih v Mariji Avstrijski, ki je v imenu svojega brata Karla V. vladala kot regentka Nizozemskim deželam. Van Hemessenova se je leta 1554 poročila z glasbenikom Chrétienom de Morien, organistom v stolnici v Antwerpnu, kar je bil takrat pomemben položaj. Leta 1556, ko se je Marija Avstrijska vrnila v Španijo, sta se Catharina in njen mož na povabilo mecenke preselila tja. Dve leti kasneje, ko je Marija umrla, je Catharina dobila spodobno pokojnino. Z možem sta se vrnila v Antwerpen, kjer sta dokumentirana do leta 1561. Par je vsaj dotlej ostal brez otrok. Njen mož je dobil delo v 'Hertogenboschu in par se je tja preselil okoli leta 1565.
Za čas njenega življenja sta jo omenjala dva italijanska biografa, Lodovico Guicciardini v svojem delu Opis Nizozemskih dežel iz leta 1567 in Giorgio Vasari v svoji knjigi Življenja umetnikov iz leta 1568.  Catharina je urmla pri 60 letih v Antwerpnu.

## Delo
Van Hemessenova  je bila v glavnem portretistka, toda vemo, da je ustvarila vsaj dve sliki z versko vsebino. Skupaj se je do danes ohranilo le osem majhnih portretov in dve verski sliki nastali v letih 1548 in 1552 z njenim podpisom. Portretirala je po videzu sodeč bogate moške in ženske, ki so običajno upodobljeni pred temnim oz. nevtralnim ozadjem. Nežne figure, ki jih je naslikala, imajo graciozen čar in so opremljene z elegantnimi kostumi in dodatki. Njeno najbolj znano delo je njen Avtoportret (Kunstmuseum Basel). Sliko je podpisala z letnico 1548 v starosti 20 let. Približno v istem času je naslikala tudi sliko ženske na spinetu, ki je bila morda portret njene sestre.
Za njene portrete je značilen realizem. En avtoportret in pol ducata drugih portretov, ki so ji bili pripisani, so majhne, "tihe" slike. Portretiranci, ki so pogosto pozirali, so bili po navadi upodobljeni na temnih ali nevtralnih ozadjih, njihovi pogledi pa le redko srečajo gledalčeve oči. Ta vrsta kadriranja in nastavitve je narejena za intimen in dostojanstven portret.
Ustvarila je tudi verske kompozicije, ki so bile na splošno manj uspešne kot njeni portreti.
Pozneje po letu 1554 ni ohranjenih del, zaradi katerih so nekateri zgodovinarji verjeli, da bi se njena umetniška kariera morda končala po poroki, kar je bilo običajno pri umetnicah.

### Izbrana dela
- Avtoportret, olje na platnu, 1548, Basel Public Art Collection, inv. 1361 (Švica)
- Avtoportret 1548 Ermitaž, Sankt Peterburg (Rusija)
- Avtoportret, 1548, Rijksmuseum Amsterdam (št. Št. SK-A-4256)
- Portret dame, 1551, Narodna galerija, London (Velika Britanija)
- Portret ženske, muzej Fitzwilliam, univerza Cambridge (Velika Britanija)
- Portret ženske z rožnim vencem
- Portret moškega - Narodna galerija, London (Velika Britanija)
- Portret dame po letu 1550, muzej Bowes v Durhamu (Velika Britanija) Grad Barnard
- Dekle v deželi, 1548, Wallraf-Richartz-Museum & Fondation Corboud Köln
- Počitek na begu v Egipt
- Jezus in Veronika, zasebna last

## Galerija
- Dekle igra virginal, 1548
- Portret ženske, c. 1540-ta-zgodnja 1550-ta
- Portret ženske, 1548
- Jezus in Veronika, 1541–1554